# NGC 2497
NGC 2497 је елиптична галаксија у сазвежђу Рис која се налази на NGC листи објеката дубоког неба.
Деклинација објекта је + 56° 56' 32" а ректасцензија 8h 2m 11,1s. Привидна величина (магнитуда) објекта NGC 2497 износи 13,2 а фотографска магнитуда 14,2. NGC 2497 је још познат и под ознакама UGC 4168, MCG 10-12-61, CGCG 287-32, PGC 22547.